# Налог на добычу полезных ископаемых (Россия)
Налог на добычу полезных ископаемых (НДПИ) — прямой федеральный налог, взимаемый с недропользователей. Регулируется главой 26 Налогового кодекса РФ (введена Федеральным законом  от 24.07.2002 № 104-ФЗ). Одновременно были отменены действовавшие ранее отчисления на воспроизводство минерально-сырьевой базы и некоторые платежи за пользование недрами, а также акцизы на нефть.

## Налогоплательщики
Налогоплательщиками НДПИ признаются пользователи недр — организации (российские и иностранные) и индивидуальные предприниматели, признаваемые пользователями недр в соответствии с законодательством Российской Федерации.
В РФ недра являются государственной собственностью. Для того, чтобы добывать из недр полезные ископаемые (за небольшими исключениями) необходимо получить специальное разрешение и встать на учёт в качестве налогоплательщика НДПИ по месту нахождения участка недр, предоставленного налогоплательщику в пользование в течение 30 календарных дней с момента государственной регистрации лицензии (разрешения) на пользование участком недр. Местом нахождения участка недр в данном случае признаётся территория субъекта Российской Федерации, на которой расположен участок недр.
Если налогоплательщик осуществляет добычу полезных ископаемых на континентальном шельфе Российской Федерации, в исключительной экономической зоне Российской Федерации, а также за пределами территории Российской Федерации (если эта добыча осуществляется на территориях, находящихся под юрисдикцией РФ, например, на территориях, арендуемых у иностранных государств) на участке недр, предоставленном налогоплательщику в пользование, то в таком случае налогоплательщик подлежат постановке на учёт в качестве налогоплательщика налога по месту нахождения организации либо по месту жительства физического лица.
Самые крупные налогоплательщики-недропользователи подлежат учёту в специализированных экстерриториальных инспекциях. По состоянию на начало 2021 года в РФ действовало пять таких инспекций (две в Москве, по одной в Кемерово, Екатеринбурге и Новосибирске). 

## Объект налогообложения
Объектом налогообложения налогом на добычу полезных ископаемых признаются (ст. 336 НК РФ):
- полезные ископаемые, добытые из недр на территории Российской Федерации на участке недр, предоставленном налогоплательщику в пользование в соответствии с законодательством Российской Федерации;
- полезные ископаемые, извлечённые из отходов (потерь) добывающего производства, если такое извлечение подлежит отдельному лицензированию в соответствии с законодательством Российской Федерации о недрах;
- полезные ископаемые, добытые из недр за пределами территории Российской Федерации, если эта добыча осуществляется на территориях, находящихся под юрисдикцией Российской Федерации (а также арендуемых у иностранных государств или используемых на основании международного договора) на участке недр, предоставленном налогоплательщику в пользование.

Не признаются объектом налогообложения:
- общераспространённые полезные ископаемые и подземные воды, не числящиеся на государственном балансе запасов полезных ископаемых, добытые индивидуальным предпринимателем и используемые им непосредственно для личного потребления;
- добытые (собранные) минералогические, палеонтологические и другие геологические коллекционные материалы;
- полезные ископаемые, добытые из недр при образовании, использовании, реконструкции и ремонте особо охраняемых геологических объектов, имеющих научное, культурное, эстетическое, санитарно-оздоровительное или иное общественное значение. Порядок признания геологических объектов особо охраняемыми геологическими объектами, имеющими научное, культурное, эстетическое, санитарно-оздоровительное или иное общественное значение, устанавливается Правительством Российской Федерации;
- полезные ископаемые, извлечённые из собственных отвалов или отходов (потерь) горнодобывающего и связанных с ним перерабатывающих производств, если при их добыче из недр они подлежали налогообложению в общеустановленном порядке;
- дренажные подземные воды, не учитываемые на государственном балансе запасов полезных ископаемых, извлекаемых при разработке месторождений полезных ископаемых или при строительстве и эксплуатации подземных сооружений;
- метан угольных пластов.

## Понятие добытого полезного ископаемого
Ключевым понятием для исчисления НДПИ является "добытое полезное ископаемое". Законодатель связывает факт добычи полезного ископаемого с возникновением обязанности уплатить НДПИ. Однако минеральное сырьё претерпевает изменения в процессе добычи. Например, руды в недрах залегают в виде горного массива; после взрыва массива куски руды отделяются (извлекаются из недр) и перемещаются для переработки; в процессе переработки руда повергается дроблению и измельчению. Все  это разные состояния одного и того же вещества, но только одно из них признаётся добытым полезным ископаемым. Таким образом, для правильного налогообложения важными становятся ответы на два связанных друг с другом вопроса: какое состояние минерального сырья является добытым полезным ископаемым и в какой момент заканчивается добыча. Статья 337 Налогового кодекса РФ даёт следующие определения добытого полезного ископаемого:
1. <...> При этом полезным ископаемым признается продукция горнодобывающей промышленности и разработки карьеров (если иное не предусмотрено пунктом 3 настоящей статьи), содержащаяся в фактически добытом (извлеченном) из недр (отходов, потерь) минеральном сырье (породе, жидкости и иной смеси), первая по своему качеству соответствующая национальному стандарту, региональному стандарту, международному стандарту, а в случае отсутствия указанных стандартов для отдельного добытого полезного ископаемого - стандарту организации.

3. Полезным ископаемым также признается продукция, являющаяся результатом разработки месторождения, получаемая из минерального сырья с применением перерабатывающих технологий, являющихся специальными видами добычных работ (в частности, подземная газификация и выщелачивание, дражная и гидравлическая разработка россыпных месторождений, скважинная гидродобыча), а также перерабатывающих технологий, отнесенных в соответствии с лицензией на пользование недрами к специальным видам добычных работ (в частности добыча полезных ископаемых из пород вскрыши или хвостов обогащения, сбор нефти с нефтеразливов при помощи специальных установок).
В пункте 1 статьи 337 Налогового кодекса РФ приведено общее определение добытого полезного ископаемого, а в пункте 3 - специальное, применяемое в особых случаях. Общее определение указывает 3 признака добытого полезного ископаемого:
- это продукция горнодобывающей промышленности (соблюдение этого признака проверяется по Классификатору видов деятельности (например, ОК 029-2014 (КДЕС Ред. 2)
- оно содержится в извлечённом из недр минеральном сырьё (согласно этому признаку природные свойства минерального сырья и полезного ископаемого совпадают)
- это первая продукция, для которой предусмотрен стандарт (этот признак задаёт максимальный объём операций, которому должно быть подвергнуто добытое полезное ископаемое).

Для иллюстрации рассмотрим пример с известняком, который добывается из карьера и перерабатывается в строительный щебень на дробильной установке. Общероссийский классификатор продукции по видам экономической деятельности (ОК 034-2014 (КПЕС 2008)) относит и известняк, и щебень к разделу "08 Продукция горнодобывающих производств прочая", то есть по одному только первому критерию невозможно определить, какое из рассматриваемых веществ не является добытым полезным ископаемым. И отколотый в карьере известняк, и щебень, который является раздробленным известняком, отвечают также и второму критерию. И на известняк, и на щебень существуют национальные стандарты (на известняк - это ГОСТ 31436-2011 "Породы горные скальные для производства щебня для строительных работ. Технические требования и методы испытаний"), но известняк является первой в производственном цикле продукцией, соответствующей стандарту, а значит он и должен признаваться добытым полезным ископаемым. То есть добыча заканчивается в момент получения известняка, а его дробление будет являться переработкой.   
Однако в 2018-2021 годах в судебной практике сформировалось дополнение ко второму критерию: полезным ископаемым будет хронологически последняя продукция, предусмотренная техническим проектом, природные свойства которой совпадают со свойствами минерального сырья. Этот уточение было сделано с учетом положения пункта 7 статьи 339 Налогового кодекса РФ. Одновременно было уточнено и понимание третьего критерия: первая продукция, которая соответствует стандарту, определяется после завершения последней добычной операции, предусмотренной техническим проектом разработки месторождения.          
В результате добытым полезным ископаемым, как правило, стал признаваться не известняк (или иной строительный камень), а щебень, произведенный из такого известняка, поскольку его (щебня) получение предусмотрено техническим проектом и его существенные природные свойства не отличаются от таких свойств недробленного известняка (строительного камня). В то же время для металлургических известняков и доломитов объектом налогообложения осталась нераздробленная горная порода, поскольку ее существенные природные свойства при дроблении изменяются (в частности, изменяется химический состав, имеющий значение для металлургических целей).          
Существуют ситуации, когда общее определение добытого полезного ископаемого не применяется. Во всех таких ситуациях имеет место соединенение добычных и перерабатывающих операций в единый процесс, поэтому законодатель назвал их специальными видами добычных работ. Такие виды разделены на две группы: 
- признаваемые таковыми в силу своей природы (например, добыча способом подземного выщелачивания или дражная разработка россыпных месторождений)
- признаваемые таковыми по смыслу лицензии (например, если лицензия даётся на добычу щебня из пород вскрыши).

В первом случае можно говорить не просто о соединение добычи и переработки в один процесс, а об их совмещении. Например, полезные компоненты руды растворяются и выкачиваются через скважины на поверхность. Растворение - это перерабатывающий процесс, без которого нельзя совершить добычу. Добытым полезным ископаемым в этом случае будет поднятый продуктивный раствор.
Во втором случае такого совмещения не имеется. Так, законодатель в качестве примера относит ко второму случаю добычу полезных ископаемых из пород вскрыши. Вскрыша, которая представлена скальными породами, может быть переработана в щебень, и тогда именно щебень (а не вскрыша) будет признана добытым полезным ископаемым, при этом привычные добычные операции (взрывание, экскавация) не производятся одновременно с переработкой (дроблением). Для отличия специальных видов добычных работ второго типа от прочих перерабатывающих операций законодатель установил условие, согласно которому переработка признаётся специальным видом добычных работ, если это следует из лицензии на пользование недрами. Например, для случая со вскрышными породами в приложении к лицензии может быть указано, что недропользователь производит щебень из пород вскрыши. Такая формулировка будет означать, что щебень добывается с помощью специального вида добычных работ (дробления).
Помимо определений добытого полезного ископаемого в статье 337 Налогового кодекса РФ приведён перечень видов полезных ископаемых, разделённых на группы. Такое разделение решает 2 задачи:
- позволяет законодателю в отдельных случаях уточнить, какое состояние минерального сырьё является добытым полезным ископаемым (например, для металлов указано, что это товарные руды, а не концентраты; а для золота, наоборот, указано, что добытым полезным ископаемым могут быть и концентраты)
- позволяет задавать налоговые ставки сразу для целых групп

Говоря о видах полезного ископаемого, надо понимать, что им соответствует полезные ископаемые в определённом физическом состоянии, которого они достигает в определённой точке производственного процесса. Например, полезное ископаемое многокомпонентная комплексная товарная руда - это руда (но не рудный концентрат), который достиг точки окончания её добычи согласно техническому проекту разработки месторождения. Вместе с тем в перечне видов полезных ископаемых присутствует такой вид ископаемого как "полезные компоненты многокомпонентной комплексной руды". Физическим состоянием полезных компонентов будет рудный концентрат, который производится из многокомпонентной комплексной руды. Однако наличие двух этих видов полезных ископаемых не приводит к тому, что налогоплательщики, которые добывают многокомпонентные комплексные руды должны будут платить НДПИ сначала за руду, а потом ещё и за концентрат. Законодатель оговорил условие, при котором компоненты облагаются НДПИ. Если это условие не выполняется, то облагается руда. А если это условие выполняется, то облагаются только концентраты, поскольку получение руды не признаётся завершением добычи.
Отдельно законодатель выделил в качестве вида полезных ископаемых попутные компоненты в рудах других полезных ископаемых. В данном случае законодатель сознательно желает, чтобы налогоплательщик заплатил НДПИ два раза: сначала за руду, а потом за попутные компоненты этой руды. Но при этом строгого юридического определения попутного компонента в законодательстве не содержится, что является признаком возможной неконституционности нормы о признании попутных компонентов к самостоятельным объектом обложения НДПИ.

## Налоговая база
Налоговой базой является стоимость добытых полезных ископаемых (для всех полезных ископаемых, кроме нефти, природного газа, газового конденсата, угля и многокомпонентных руд, добываемых в Красноярском крае). Для нефти, природного газа, газового конденсата, угля и многокомпонентных руд, добываемых в Красноярском крае, налоговой базой является количество добытого полезного ископаемого.
Количество добытого полезного ископаемого определяется чаще всего либо прямым (посредством применения измерительных средств и устройств) методом, либо косвенным (расчётно, по данным о содержании добытого полезного ископаемого в извлекаемом из недр (отходов, потерь) минеральном сырьё) методом. Применяемый налогоплательщиком метод определения количества добытого полезного ископаемого подлежит утверждению в учетной политике налогоплательщика для целей налогообложения и применяется налогоплательщиком в течение всей деятельности по добыче полезного ископаемого. Метод определения количества добытого полезного ископаемого, утверждённый налогоплательщиком, подлежит изменению только в случае внесения изменений в технический проект разработки месторождения полезных ископаемых в связи с изменением применяемой технологии добычи полезных ископаемых. На практике налогоплательщики очень часто ошибаются в выбранном методе. Например, при добыче руды весы могут измерять не саму руду, а продукт её передела. Такой способ определения количества полезного ископаемого правильней называть косвенным, хотя нередко его относят к прямым лишь на том основании, что для определения использовалось измерительное устройство. 
Налоговая база определяется отдельно по каждому виду добытого полезного ископаемого.
Оценка стоимости добытых полезных ископаемых определяется налогоплательщиком самостоятельно.
В 2012 году возникла юридическая неопределённость, что является налоговой базой для газового конденсата. Министерство финансов Российской Федерации разъяснило, что налоговая база для конденсата с 2012 года должна определяться как его количество.

## Налоговые ставки
Глава 26 НК РФ устанавливает различные налоговые ставки в зависимости от вида полезных ископаемых. Так, налогообложение производится по ставке 3.8% при добыче калийных солей; 4.0% — торфа, горючих сланцев, апатитовых и фосфоритовых руд; 4.8% — руд чёрных металлов; 5.5% — сырья радиоактивных металлов, соли природной и чистого хлористого натрия, подземных промышленных и термальных вод, бокситов; 6.0% — горнорудного неметаллического сырья; 6.5% — концентратов и других полупродуктов, содержащих драгоценные металлы (за исключением золота); 7.5% — минеральных вод; 8.0% — руд цветных и редких металлов, природных алмазов и других драгоценных и полудрагоценных камней; 16.5% — углеводородного сырья. При добыче некоторых полезных ископаемых устанавливается ставка 0.
Ставка 0 называется также льготной ставкой, а прочие ставки - общеустановленными. Обложение по общеустановленным ставкам не следует отождествлять с термином "обложение в общеустановленном порядке", используемом при исчислении НДПИ. Общеустановленный порядок охватывает обложение по любой ставке, в том числе и по ставке 0.   
Ставки бывают двух видов: твёрдые (для нефти, газа, газового конденсата и угля, а также многокомпонентных руд, добываемых в Красноярском крае) и адвалорные (для всех остальных ископаемых). Для ставок для нефти, газа, угля, руд чёрных металлов предусмотрены понижающие коэффициенты, которые применяются при выполнении налогоплательщиками условий, оговорённых в Налоговом кодексе РФ. 
Введение твёрдых ставок для предприятий Красноярского края было обусловлено тем, что именно в этом регионе расположены предприятия, которые добывают многокомпонентные комплексные руды, имеющие крайне высокую рыночную стоимость ("Норникель", "Новоангарский обогатительный комбинат"), но НДПИ с таких руд предприятия рассчитывали исходя из себестоимости добычи этих руд. То есть государство не получало дополнительной выгоды от высокой стоимости этих руд. В 2017 году твёрдые ставки для красноярских руд были "отвязаны" от себестоимости добычи и рассчитаны из более высокой стоимости. 
Существует зависимость между типом ставки и способом определения налоговой базы, к которой эта ставка должна применяться. Твёрдые ставки применяются к налоговой базе, выраженной в количестве добытого полезного ископаемого. Адвалорные ставки применяются к налоговой базе, выраженной в стоимости добытого полезного ископаемого.
В 2012 году существовала проблема несоответствия налоговой ставки и налоговой базы по газовому конденсату.
С 1 января 2012 года для газового конденсата действовавшая ранее адвалорная ставка 17,5 процентов была заменена на твёрдую ставку 556 рублей (на период с 1 января по 31 декабря 2012 года включительно), 590 рублей (на период с 1 января по 31 декабря 2013 года включительно), 647 рублей (начиная с 1 января 2014 года) за 1 тонну добытого газового конденсата из всех видов месторождений углеводородного сырья. Однако налоговая база и до 2012 года, и в 2012 году согласно статье 338 Налогового кодекса РФ определялась как стоимость добытого газового конденсата.
29 ноября 2012 года был опубликован Федеральный закон от 29.11.2012 № 204-ФЗ «О внесении изменений в главу 26 части второй Налогового кодекса Российской Федерации», который исправил указанное выше несоответствие. При этом закону была придана обратная сила.
Вопрос несоответствия налоговой ставки и налоговой базы по газовому конденсату в 2012 году стал предметом судебного разбирательства. 16 июля 2013 года Конституционный Суд РФ в определении № 1173-О указал, что данная ситуация не нарушает Конституции РФ. Вопрос рассогласования должен быть разрешён арбитражными судами путём толкования.
С 2021 года по большому перечню твёрдых полезных ископаемых был введён коэффициент Крента, который применялся к базовой ставке, увеличивая её в большинстве случаев в 3,5 раза. Такое резкое повышение было объяснено недостаточной налоговой нагрузкой на добычные предприятий по сравнению с мировой практикой налогообложения добычного сектора. Крента не применяется к торфу, горючим сланцам, сырью радиоактивных металлов, неметаллическому сырью, используемому в основном в строительной индустрии, подземным промышленным и термальным водам, битуминозным породам, концентратам и другим полупродуктам, содержащим золото и/или серебро, общераспространённым полезным ископаемым, драгоценным и полудрагоценным камням. 
Ещё осенью 2020 года российские власти признали, что механизм Крента не учитывает особенностей разных предприятий. 
В частности, введение Крента усилило существовавшую изначальную ситуацию неравной налоговой нагрузки. Так, к примеру, предприятия Красноярского края, добывающие многокомпонентные комплексные руды, платили до 2021 года НДПИ по ставке 730 руб. за тонну (если в руде содержится медь, никель или платина) или 270 руб. за тонну. Предприятия, которые добывают многокомпонентные комплексные руды за пределами Красноярского края, платили до 2021 года налог по ставке 8%, что при стоимости добычи руды в 1500 руб. требовало платить налог в размере 120 руб. с тонны. После умножения ставок на 3,5 разрыв в налогообложении стал ещё более значительным. 
Другими пострадавшими от Крента стали предприятия с низкой прибылью, например, предприятия моногородов. Для них увеличенная налоговая нагрузка вела либо к банкротству, либо к прекращению развития предприятия. В обоих случаях нарушался принцип способности к уплате налогов. Частично, эта проблема была решена. 
Возникла проблема и с рядовым янтарём, в отношении которого нет чёткого мнения, является ли он драгоценным камнем, полудрагоценным камнем или камнесамоцветным сырьём. Это имеет значение, поскольку только драгоценные и полудрагоценные камни облагаются НДПИ без учёта Крента. В Налоговом кодексе указано, что янтарь - это драгоценный камень. Но Закон о драгоценных металлах и драгоценных камнях ограничивает список драгоценных камней теми янтарями, которые признаны уникальными. В судебной практике янтарь отнесён к камнесамоцветному сырью, но при этом суды не уточняют, относится ли янтарь к такой разновидности камнесамоцветного сырья как полудрагоценные камни. Однако из Классификаторов полезных ископаемых следует, что янтарь всё-таки признаётся полудрагоценным камнем.    
В 2022 году власти продолжили совершенстование механизма НДПИ. В результате для железных руд, коксующегося угля и многокомпонентные комплексные руды с содержанием меди, никеля и металлов платиновой группы, добываемые на территории Красноярского края, были установлены принципиально новые ставки. Ставки стали расчетными: их размер стал зависеть от биржевых цен на эталонное полезное ископаемое.

## Налоговые льготы
Формально глава 26 Налогового кодекса не оперирует термином «налоговая льгота». С экономической точки зрения к таковым следует отнести нулевые ставки, понижающие коэффициенты, налоговые вычеты, а также установленные в статье 336 Налогового кодекса РФ исключения из объекта налогообложения. Однако с юридической точки зрения льготные ставки и понижающие ставки коэффициенты могут рассматриваться не как льготы, поскольку являются самостоятельными элементами налогообложения наряду со льготами.
Налоговые вычеты по НДПИ предусмотрены для угля (добытого после 1 апреля 2011 года) и нефти, добытой после 1 января 2012 года на участках недр, расположенных полностью или частично в границах Республики Татарстан или Республики Башкортостан.
Понижающие коэффициенты корректируют базовые налоговые ставки. Коэффициенты предусмотрены прежде всего для нефти (причём для нефти есть как понижающие коэффициенты — Кв, Кз, так и повышающий — Кц). Для независимых (от Газпрома) производителей газового конденсата также предусмотрен понижающий коэффициент. Кроме перечисленного, Налоговый кодекс РФ предусматривает понижающий коэффициент 0,7 для любых видов полезных ископаемых, однако он не имеет широкого применения в виду невозможности выполнить условия для его получения для большинства недропользователей.
Изъятия из объекта налогообложения отличаются от ставки 0 тем, что недропользователи, которые добывают ископаемые, исключённые из объекта налогообложения, не обязаны отчитываться по ним перед налоговыми органами. Например, угольные предприятия не обязаны отчитываться по метану угольных пластов, который они добывают попутно с углём. Если бы метан угольных пластов облагался бы по ставке 0, то угледобывающие предприятия все равно не платили бы с него НДПИ, но при этом были бы обязаны вести учёт добычи этого ископаемого и отчитываться по нему перед налоговыми органами.
Самой распространённой льготой по НДПИ является ставка 0 по нормативным потерям. Идея этой льготы заключается в том, что поскольку добыча всегда сопровождается неизбежными потерями полезного ископаемого, то такие неизбежные потери не следует облагать налогом. При этом потери, которые возможно было избежать, в случае их допущения облагаются налогом в полном размере. Это правило направлено на стимулирование рационального недропользования.
В силу своей массовости ставка 0 по нормативным потерям порождает самое большое количество споров между недропользователями и налоговыми органами. Так, вызывает споры требование налоговых органов измерять потери ежемесячно. В ряде случае оно является неисполнимым (например, потери в штабеле при кучном выщелачивании или потери в залежи при подземном выщелачивании). Для таких случаев ежемесячное определение потерь производится исключительно расчётно исходя из размера фактической добычи и установленного норматива потерь.  
Нередко налоговые органы отказывают налогоплательщикам в праве на ставку 0 по причине отсутствия надлежащего норматива потерь. Наличие норматива потерь является важным условием для получения права на ставку 0 по нормативным потерям. Примеры претензий: отсутствие в документе о нормативе потерь прописанного норматива потерь; спор о полномочиях органа, утвердившего документ с нормативом потерь; спор о возможности применения норматива потерь, который был установлен для иного налогового периода и др. Отдельно можно выделить споры, когда претензии к нормативу эксплуатационных потерь влекут претензии к нормативу технологических потерь. Такой спор выходит за рамки права и требует экспертной оценки.  
Другая проблема связана с неразличением налоговыми органами фактических потерь и юридических потерь при добыче из неучтённых запасов. При добыче из неучтённых запасов возникают фактические потери, но такие потери не являются потерями полезного ископаемого, учтённого Государственным балансом запасов. Поскольку объектом налогообложения признаются только потери полезного ископаемого, которое числилось на Государственном балансе (п. 3 ст. 339 Налогового кодекса РФ), то фактические потери не могут облагаться НДПИ. При это фактически добытое полезное ископаемое объект налогообложения образует в силу подп. 1 п. 1 ст. 336 Налогового Кодекса РФ при условии, что добыча ведётся на лицензионном участке, предоставленном в пользование.   

## Закон о налоговом манёвре (2018)
Нововведения предусматривают постепенное снижение в течение шести лет экспортной пошлины на нефть и нефтепродукты с 30% до нуля. Параллельно с этим будет равномерно расти ставка налога на добычу нефти и газового конденсата. Нововведение начало действовать с 1 января 2019 года.. Это означает, что налоговая нагрузка, прежде относимая только на экспортную выручку, теперь в такой же степени относится на внутрироссийское потребление и переработку.